# Kyle Edmund
Kyle Edmund (ur. 8 stycznia 1995 w Johannesburgu) – brytyjski tenisista, reprezentant kraju w Pucharze Davisa, olimpijczyk z Rio de Janeiro (2016).

## Kariera zawodowa
Edmund zadebiutował w zawodach rangi ATP World Tour w 2013 roku, gdy odpadł w pierwszej rundzie w Londynie (Queen’s). Pierwszy seniorski mecz wygrał w Eastbourne, gdzie pokonał w pierwszej rundzie Kenny’ego de Scheppera.
W profesjonalnych zawodach wielkoszlemowych wystąpił po raz pierwszy na Wimbledonie 2012, kiedy osiągnął drugą rundę kwalifikacji singla. Rok później otrzymał dzikie karty do udziału w rywalizacjach gry pojedynczej, podwójnej i mieszanej, ale wszystkie pojedynki przegrał i nie zdołał awansować do kolejnej fazy.
W rozgrywkach Pucharu Davisa zadebiutował w sezonie 2015. W pierwszym pojedynku singlowym finałowego spotkania uległ sklasyfikowanemu wówczas na 16. miejscu w rankingu ATP Belgowi Davidowi Goffinowi 6:3, 6:1, 2:6, 1:6, 0:6.
W sezonie 2016 zagrał w turnieju singlowym igrzysk olimpijskich w Rio de Janeiro osiągając drugą rundę po wcześniejszym wyeliminowaniu Jordana Thompsona. Brytyjczyk w kolejnym meczu uległ Taro Danielowi z Japonii.
W rankingu gry pojedynczej Edmund najwyżej był na 14. miejscu (8 października 2018), a w klasyfikacji gry podwójnej na 143. pozycji (7 października 2019).

### 2018
Na początku sezonu doszedł do półfinału Australian Open, pokonując po drodze rozstawionego z nr 3. Grigora Dimitrowa. Mecz o udział w finale przegrał z Marinem Čiliciem.
W kwietniu 2018 awansował do pierwszego w karierze finału w cyklu ATP World Tour, na ziemnych kortach w Marrakeszu ponosząc porażkę z Pablem Andújarem. W kolejnym miesiącu doszedł do ćwierćfinału turnieju rangi ATP World Tour Masters 1000 w Madrycie, eliminując m.in. Novaka Đokovicia i Davida Goffina.
W październiku Edmund awansował do półfinału w Pekinie. W tym samym miesiącu po raz pierwszy triumfował w cyklu ATP World Tour, podczas halowej imprezy w Antwerpii pokonując w finale w trzech setach Gaëla Monfilsa.

### Finały w turniejach ATP Tour
| Legenda                                      |
| -------------------------------------------- |
| Wielki Szlem                                 |
| Igrzyska olimpijskie                         |
| Tennis Masters Cup / ATP Finals              |
| ATP Masters Series / ATP Tour Masters 1000   |
| ATP International Series Gold / ATP Tour 500 |
| ATP International Series / ATP Tour 250      |

#### Gra pojedyncza (2–1)
| Końcowy wynik | Nr | Data                 | Turniej   | Nawierzchnia  | Przeciwnik    | Wynik finału        |
| ------------- | -- | -------------------- | --------- | ------------- | ------------- | ------------------- |
| Finalista     | 1. | 15 kwietnia 2018     | Marrakesz | Ceglana       | Pablo Andújar | 2:6, 2:6            |
| Zwycięzca     | 1. | 21 października 2018 | Antwerpia | Twarda (hala) | Gaël Monfils  | 3:6, 7:6(2), 7:6(4) |
| Zwycięzca     | 2. | 16 lutego 2020       | Nowy Jork | Twarda (hala) | Andreas Seppi | 7:5, 6:1            |

#### Gra podwójna (1–0)
| Końcowy wynik | Nr | Data        | Turniej | Nawierzchnia | Partner        | Przeciwnicy                | Wynik finału |
| ------------- | -- | ----------- | ------- | ------------ | -------------- | -------------------------- | ------------ |
| Zwycięzca     | 1. | 6 maja 2018 | Estoril | Ceglana      | Cameron Norrie | Wesley Koolhof Artem Sitak | 6:4, 6:2     |

## Kariera juniorska
Edmund wygrał swój pierwszy juniorski turniej wielkoszlemowy podczas US Open 2012. Razem z Frederico Ferreirą Silvą pokonali z wynikiem 5:7, 6:4, 10–7 debel Nick Kyrgios–Jordan Thompson. Kolejny tytuł wielkoszlemowy osiągnął podczas French Open 2013. Wspólnie z Silvą zwyciężyli 6:3, 6:3 parę Cristian Garín–Nicolás Jarry.

### Statystyki

#### Historia występów w juniorskim Wielkim Szlemie w singlu
| Turniej         | 2010 | 2011 | 2012 | 2013 |
| --------------- | ---- | ---- | ---- | ---- |
| Australian Open | A    | 1R   | QF   | A    |
| French Open     | A    | 1R   | QF   | QF   |
| Wimbledon       | 1R   | 2R   | 1R   | SF   |
| US Open         | A    | SF   | 3R   | A    |

#### Historia występów w juniorskim Wielkim Szlemie w deblu
| Turniej         | 2010 | 2011 | 2012 | 2013 |
| --------------- | ---- | ---- | ---- | ---- |
| Australian Open | A    | 2R   | 1R   | A    |
| French Open     | A    | 2R   | 2R   | W    |
| Wimbledon       | 2R   | 2R   | 1R   | SF   |
| US Open         | A    | 1R   | W    | A    |

#### Finały juniorskich turniejów wielkoszlemowych

##### Gra podwójna (2–0)
| Końcowy wynik | Nr | Data            | Turniej            | Nawierzchnia | Partner                  | Przeciwnicy                  | Wynik finału   |
| ------------- | -- | --------------- | ------------------ | ------------ | ------------------------ | ---------------------------- | -------------- |
| Zwycięzca     | 1. | 8 września 2012 | US Open, Nowy Jork | Twarda       | Frederico Ferreira Silva | Nick Kyrgios Jordan Thompson | 5:7, 6:4, 10–7 |
| Zwycięzca     | 2. | 8 czerwca 2013  | French Open, Paryż | Ceglana      | Frederico Ferreira Silva | Cristian Garín Nicolás Jarry | 6:3, 6:3       |